# L'Exécuteur de Hong Kong
Pour plus de détails, voir Fiche technique et Distribution.
L'Exécuteur de Hong Kong (Forced Vengeance) est un film américano-hongkongais réalisé par James Fargo, sorti en 1982.

## Synopsis
A Hong Kong, l'homme de main d'un casino réputé fomente sa vengeance contre le meurtrier de ses patrons, un puissant et intraitable patron du crime ayant la main mise sur la ville.

## Fiche technique
- Titre français : L'Exécuteur de Hong Kong
- Titre original : Forced Vengeance
- Réalisation : James Fargo
- Scénario : Franklin Thompson
- Musique : William Goldstein
- Photographie : Rexford L. Metz
- Montage : Irving Rosenblum
- Production : John B. Bennett
- Sociétés de production : Metro-Goldwyn-Mayer & SLM Production Group
- Société de distribution : MGM/UA Entertainment Company
- Pays :  États-Unis,  Hong Kong
- Langue : Anglais
- Format : Couleur - Mono - 35 mm - 1.85:1
- Genre : Action
- Durée : 90 min
- Classification : Finlande : (banni)  / USA : R  / UK : interdit aux -18 ans
- Date de sortie française : 29 juin 1983

## Distribution
- Chuck Norris (VF : Bernard Murat) : Josh Randall
- Mary Louise Weller : Claire Bonner
- Camila Griggs : Jenny Paschal
- Bob Minor : LeRoy Nicely
- Michael Cavanaugh : Stan Raimondi
- Lloyd Kino : L'inspecteur Chen
- Jimmy Shaw : L'inspecteur Keck
- Frank Michael Liu : David Paschal
- David Opatoshu : Sam Paschal
- Seiji Sakaguchi : Kam
- Robert Emhardt : Carl Gerlich
- Leigh Hamilton : Sally Tennant
- Peter Gee : Simon Koo
- Howard Caine : Milt Diamond
- Ken Argent : Danton Lord
- Roger Behrstock : Ron DiBiasi
- J.B. Bennett : Kyle

## Autour du film
- Un groupe de hip-hop français s'appelle également L'Exécuteur de Hong Kong, en hommage à certaines de ses références (séries B des années 1980, entre autres).